# Промышленный проезд (Москва)
Промы́шленный прое́зд — проезд в Западном административном округе города Москвы на территории района Филёвский Парк.

## История
Проезд получил своё название 11 июля 1958 года Решением Исполнительного комитета Московского городского Совета депутатов трудящихся № 40/11 путём присвоения наименования Проектируемому проезду № 107 по направлению к промышленной зоне в Филях.

## Расположение
Промышленный проезд проходит от Багратионовского проезда на юго-восток, поворачивает на юго-запад и проходит параллельно путям и станции Фили Смоленского направления Московской железной дороги до улицы Барклая. Нумерация домов начинается от Багратионовского проезда.

## Примечательные здания и сооружения
По нечётной стороне:
По чётной стороне:

## Транспорт

### Наземный транспорт
По Промышленному проезду маршруты наземного общественного транспорта не проходят. У северо-восточного конца проезда, на пересечении Багратионовского проезда с Новозаводской и Тучковской улицами, расположены остановки «Метро „Фили“» автобусов 69, 116, 178, 366, 470, 653, 653к, 869; у юго-западного, на улице Барклая, — остановка «Улица Василисы Кожиной» автобусов м2, т39, 116.

### Метро
- Станция метро «Фили» Филёвской линии — у северо-восточного конца проезда, между Новозаводской и Тучковской улицами у их пересечения с Багратионовским проездом.
- Станция метро «Багратионовская» Филёвской линии — у юго-западного конца проезда, на перечесении улицы Барклая и Сеславинской улицы.

### Железнодорожный транспорт
- Станция Фили Смоленского направления Московской железной дороги — у северо-восточного конца проезда, между Новозаводской улицей и улицей 1812 Года.